# بوتیمار اوراسیایی

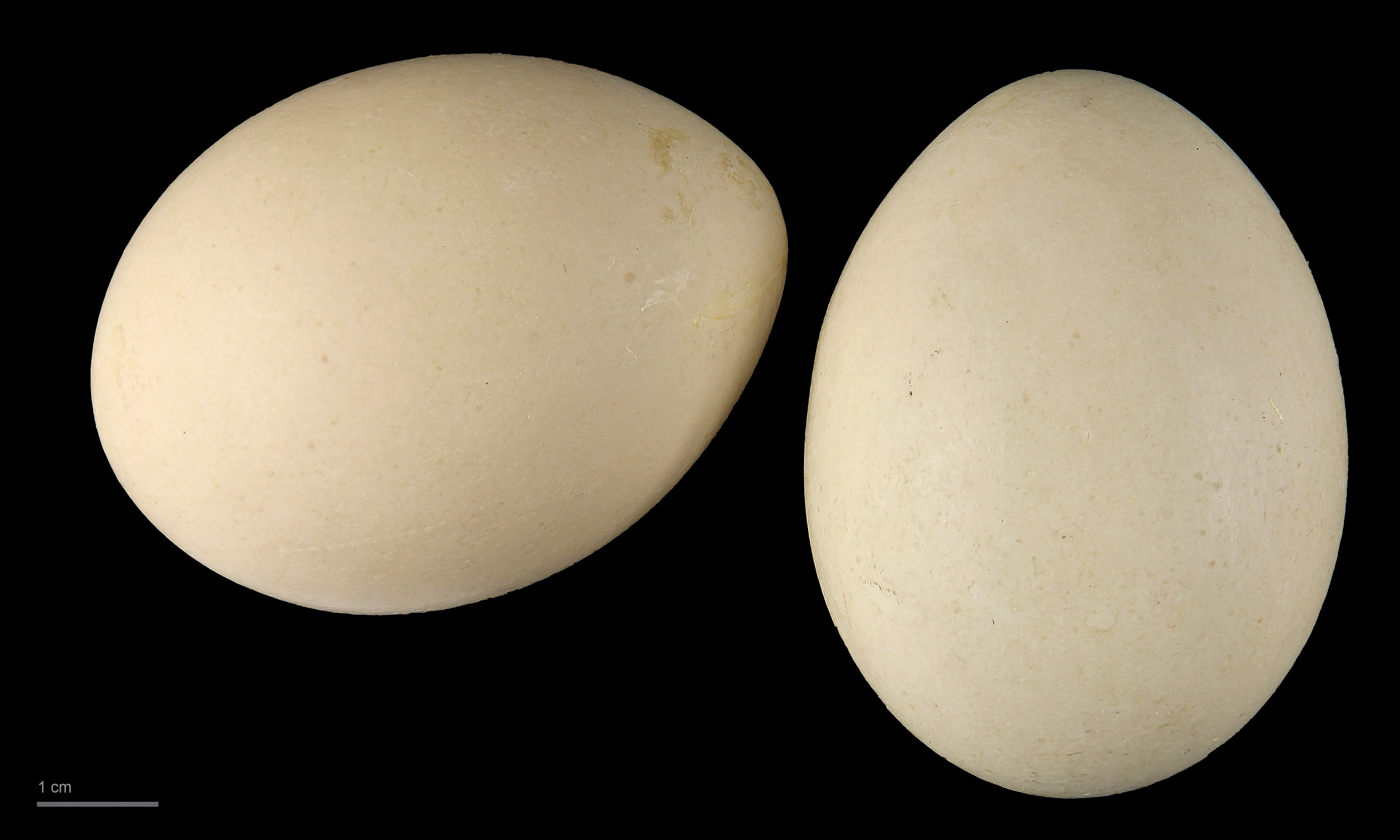
Botaurus stellaris

بوتیمار اوراسیایی (Botaurus stellaris) نام یک گونه از سرده بوتیمارهای بزرگ است.